# Meh’ Geld
Meh’ Geld (Mo’ Money) ist eine US-amerikanische Action-Komödie aus dem Jahr 1992. Der Film ist auch unter dem Titel Mo' Money - Meh’ Geld bekannt.

## Handlung
Ted Forest, Bote der Dynasty Club Corporation wird auf der Straße umgebracht und das von ihm transportierte Datenband ausgetauscht. Der mit dem Fall beauftragte Lt. Raymond Walsh erkennt schnell, dass es sich um einen Überfall handelte. Nebenbei muss er sich noch um die Kinder seines getöteten Ex-Partners kümmern, denn Johnny und Seymour Stewart sind zwei Kleingauner, die sich mit allerlei Trickbetrügereien über Wasser halten. Als Johnny auf der Flucht von der Polizei verhaftet wird, darf er trotz der Verstöße gegen die Bewährungsauflagen wieder auf freien Fuß. Er will auch den Rat Walshs nutzen, endlich sein Geld mit ehrlicher Arbeit zu verdienen. Doch ein Straßenbuchverkauf gestaltet sich schwieriger als gedacht. Er lernt dabei allerdings die schöne Amber kennen, macht ihr den Hof und folgt ihr in ihre Firma, dem Kreditkartenunternehmen Dynasty Club. Im Aushang sieht er eine Jobofferte und bewirbt sich mit einer erfundenen Biografie, um Amber näher zu sein. Nach wenigen Tagen hat er die Anstellung in der Poststelle und lernt sowohl seinen Boss Chris Fields, als auch den Sicherheitschef Keith Heading kennen. Diese versuchen, innerhalb der nächsten 26 Tage über 30 Mio. US-Dollar mit Hilfe zurückgeschickter Kreditkarten Verstorbener zu ergaunern.
Doch davon weiß Johnny noch nichts, der versucht, Amber näher zu kommen. Obwohl er verkraften muss, dass diese mit dem arroganten Tom Dilton liiert ist, bemüht er sich, ihr zu imponieren und Tommy lächerlich zu machen. Dadurch trennt sie sich von Tom. Johnny selbst kann sich aber nichts leisten, sodass er selbst eine Kreditkarte auf Arbeit klaut, einen teuren Ring und neue Kleidung kauft. Nachdem Chris von Walsh befragt und nervös wurde, lässt Heading ihn auf dem U-Bahn-Steig überfallen und niederstechen. Da Heading Johnny auch noch filmte, wie er die von ihm eingeschleuste Kreditkarte stahl, erpresst er ihn, für ihn zu arbeiten. Nun muss Johnny teure Luxusgegenstände mit den Kreditkarten Verstorbener kaufen. Zumindest kann er die Zeit mit Amber genießen, die sich allerdings schnell wundert, woher er soviel Geld hat. Schließlich aber teilt er Heading mit, dass er aussteigen möchte. 
Daraufhin wird Seymour festgenommen, da er mit der gestohlenen und nun von Heading gesperrten Kreditkarte Johnnys etwas kaufen wollte. Er wird verhört und gesteht, dass Keith Heading dahinter steckt. Dadurch wird er als Lockvogel auf Heading angesetzt, der Seymour allerdings schnell durchschaut und als Geisel nimmt. Mit zwei Leuten sucht er das Büro auf, wo Amber und Johnny bereits nach Beweisen für den Kreditkartenbetrug suchen. Es kommt zum Kampf, bei dem Keiths Männer sterben und Keith selbst mit Seymour als Geisel flüchten kann. Johnny verfolgt ihn bis zu einem Salzlager. Da Seymour unterwegs flüchten konnte, kämpfen beide dort alleine gegeneinander. Keith schießt Johnny an und seine Waffe leer. Bei dem anschließenden Faustkampf landen beide auf einem laufenden Förderband, wo es Johnny schafft, Keith ein Stromkabel um den Hals zu legen. Als beide am Ende des Bandes herunterfallen, erhängt sich Keith.

## Kritiken
In der New York Times meinte Janet Maslin, dass Wayans so wirke, „als würde er dort weitermachen, wo Eddie Murphy längst aufgehört hätte.“ Er nutze auch eifrig alle „komischen stereotypen Figuren“ des Films. Sie lobte insgesamt beide Wayans und meinte, dass das relativ gute Drehbuch eine schwungvollere Regie gebraucht hätte.
Michael Wilmington von der Los Angeles Times meinte, dass der Film einen „vielversprechenden Start“ hätte und die „Chemie zwischen den Wayans-Brüdern“ einfach stimmen würde. Aber alles in allem sei der Film „wenig lustig“ und „glanzlos.“
Für Hal Hinson von der Washington Post ist der Film an seinen Ansprüchen gleichzeitig Actionfilm, Romanze und Komödie sein zu wollen, gescheitert. Das liegt vor allen Dingen an dem Regisseur, der es einfach nicht schaffe, mit diesen drei Elementen umgehen zu können. Außerdem sah er die einzige Komik des Films darin, wenn Wayans gerade mal nicht etwas machen würde.
Für das Lexikon des internationalen Films war der Film eine „unbekömmliche, halbherzige Mischung aus Love-Story, Komödie und unnötig brutalem Action-Thriller.“

## Auszeichnungen
Michael Lamone Bivins, Ronald De Voe, Jimmy Jam und Terry Lewis gewannen im Jahr 1993 für den Song The Best Things in Life Are Free den Film and Television Music Award der American Society of Composers, Authors and Publishers.

## Hintergründe
Der Film startete am 24. Juli 1992 in den US-Kinos und konnte etwas mehr als 40 Mio. US-Dollar wieder einspielen. In Deutschland startete er am 12. November 1992 und wurde von 482.715 Kinobesuchern gesehen. Der Film ist seit dem 8. Juni 1993 als deutschsprachige VHS und seit dem 9. Juli 2002 als deutschsprachige DVD erhältlich.
Des Öfteren lief im Fernsehen eine um sechs Minuten gekürzte Fassung, die ab 12 Jahren freigegeben ist.